# Матиця словацька
49°04′07″ пн. ш. 18°55′18″ сх. д. / 49.0685° пн. ш. 18.9216° сх. д.

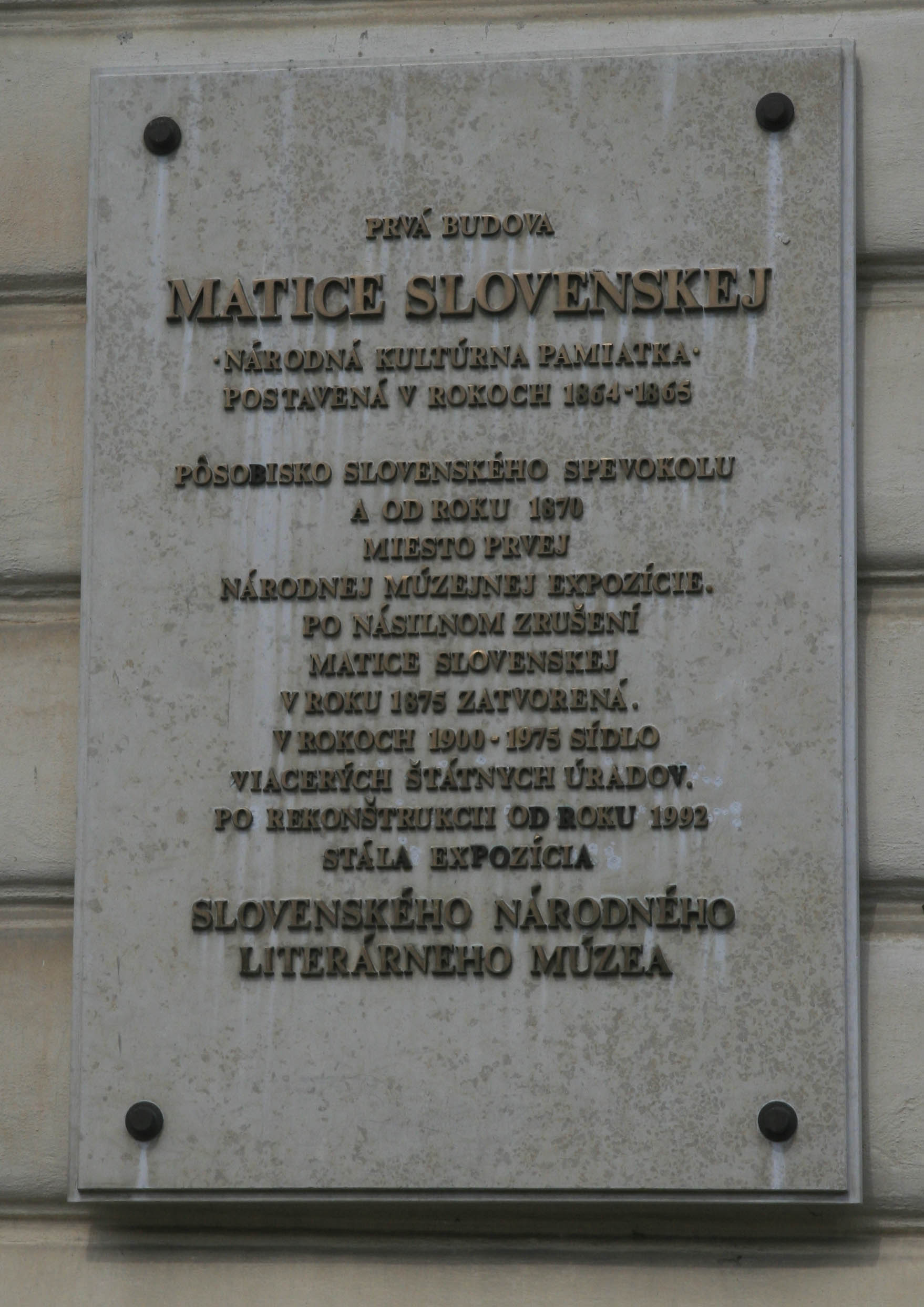
Меморіальна дошка на будинку, де спершу знаходилась «Матиця словацька» (м. Мартин)

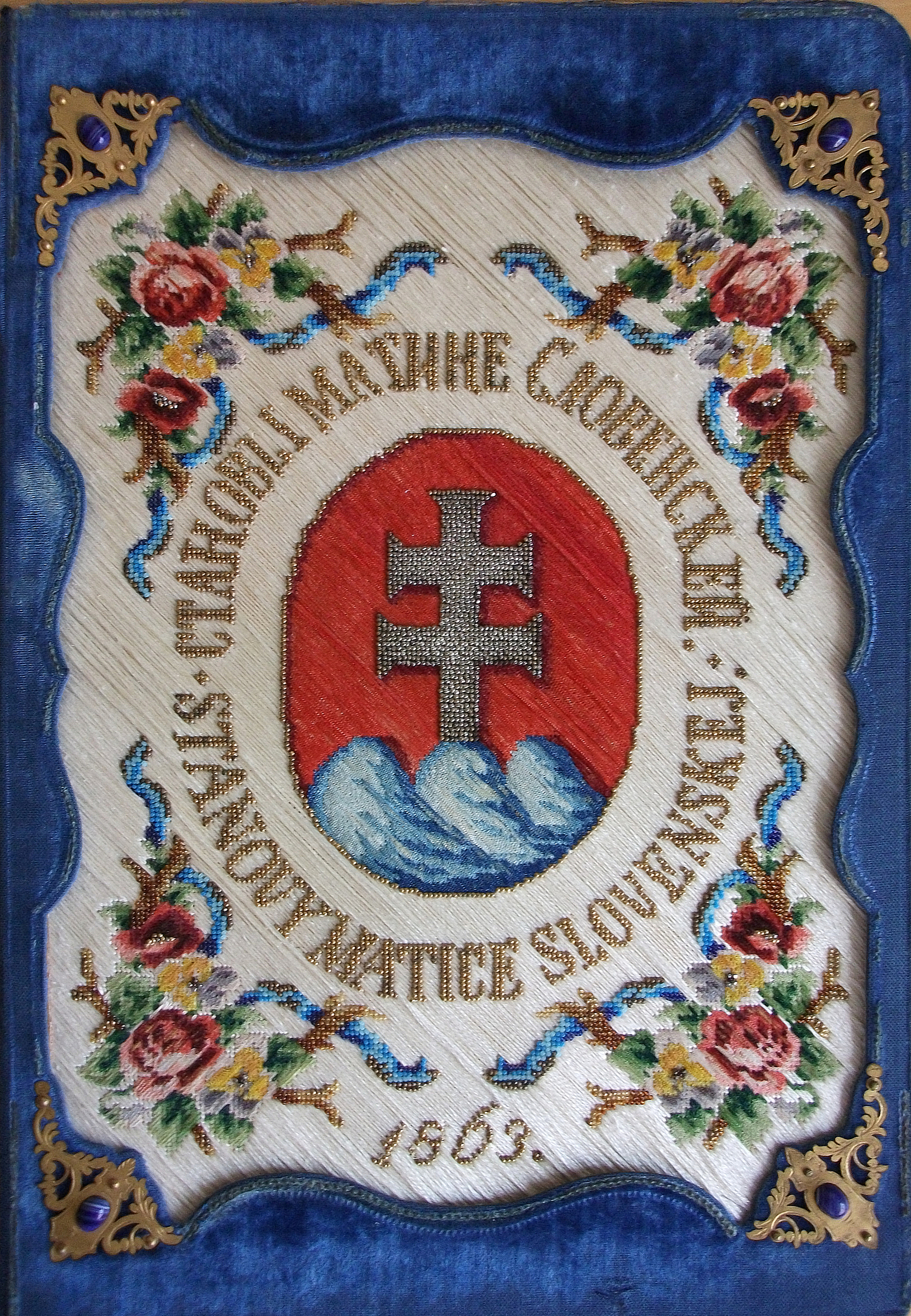
Прикрашена обкладинка статутів Матиця словацька

Матиця словацька (Скорочення. МС) найстаріша словацька національна культурно-наукова організація. Матиця словацька розташована в місті Мартін, як центр національної культури словаків, де була заснована в 1863 році та відроджена в 1919 році. Матиця словацька є юридичною особою. Свої організаційні підрозділи існують не лише на території Словацької Республіки, а також за її межами. Положення та діяльність регулюється Законом № 68/1997 «Про Матицю словацьку» зі змінами та Статутом Матиці словацької.

## Фокус і місія Матиці словацької
Матиця словацька — державна установа. Вона діє як національний, незалежний позапартійний, над конфесійний, над міністерський, науковий та культурний заклад. Матиця відігравала незамінну роль у процесі національного самовизначення та захисту національних прав, збереження самобутності та розвитку культури словацької нації. Місія Матиці у XXI столітті полягає в систематичному розвитку духовного, національного, культурного та соціального життя всіх представників словацької нації, а також інших співгромадян, які проживають на території Словацької Республіки. Вона розвиває та зміцнює національне культурне життя словацької нації, її національну свідомість та освітній рівень, забезпечуючи при цьому створення та захист культурної спадщини та традицій. Встановлює співпрацю з представниками національностей, що проживають у Словацькій Республіці, а також з іншими країнами з метою ознайомлення та обміну культурними цінностями. Також бере участь у розвитку словацької науки, культури, мистецтва та освіти і всіх форм духовного та соціального життя, що зміцнюють національну самосвідомість, особливо в лавах словацької інтелігенції, студентів та молоді. Вона підтримує та розвиває спеціальну співпрацю з матицями слов'янських народів та словацькими матицями, що діють за межами території Словаччини.

## Цілі Матиці словацької

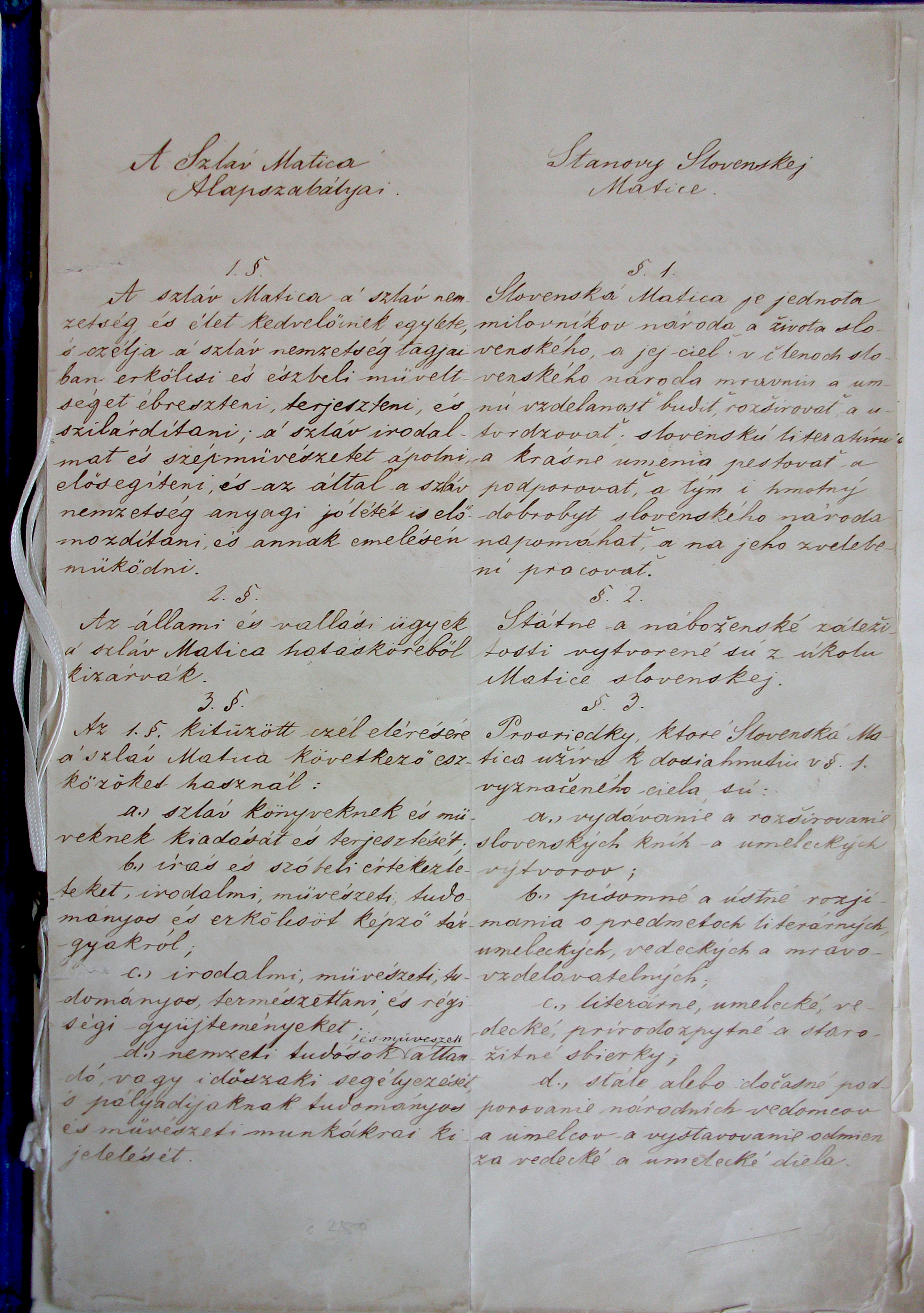
Текст статуту Матиця словацька від 1862 року

Основні завдання, які були доручені Матиці державою та визначені в Законі Про Матицю словацьку, включають, зокрема: зміцнення словацького патріотизму; поглибити знання громадян щодо словацької державності; проводити словацькі дослідження; брати участь у розвитку місцевої та регіональної культури; працювати з молоддю у дусі національних, моральних та демократичних цінностей; підвищити національну обізнаність словаків на мовно змішаних територіях Словацької Республіки; зміцнити стосунки культур громадян, які заявляють про свої національні меншини та етнічні групи на території Словацької Республіки зі словацькою національною культурою; об'єднати творців та прихильників словацької культури та науки у світі; підтримувати просування Словацької Республіки також через власні інформаційні та культурні центри, створені за кордоном; розвивати контакти з європейськими та світовими організаціями з питань культури, національної ідентичності, духовного життя та захисту людських цінностей; створювати фонди та фонди в країні та за кордоном для підтримки національного та культурного життя словаків та винагородження найважливіших творців із визначених сфер творчої діяльності; співпрацювати з державними органами та з органами територіального самоврядування у розвитку культури та соціального життя; публікувати оригінальні словацькі художні твори, наукові праці, просвітницькі та науково-популярні праці, публіцистику та періодичні видання; пропагувати словацьку історію, культуру та особистості за допомогою оригінальних аудіовізуальних документальних фільмів, а також виробляти культурні новини про свою діяльність за допомогою електронних засобів масової інформації та інтернет-баз даних; співпрацювати у створенні підручників та підручників певних предметів соціальних наук для початкових та середніх шкіл на підставі дозволу Міністерства освіти Словацької Республіки.

## Відділи Матиці словацької
- Архів Матиці словацької
- Штаб-квартира Матиці словацької
- Фінансово-економічний відділ Матиці словацької
- Інформаційний центр Матиці словацької
- Краянський музей Матиці словацької

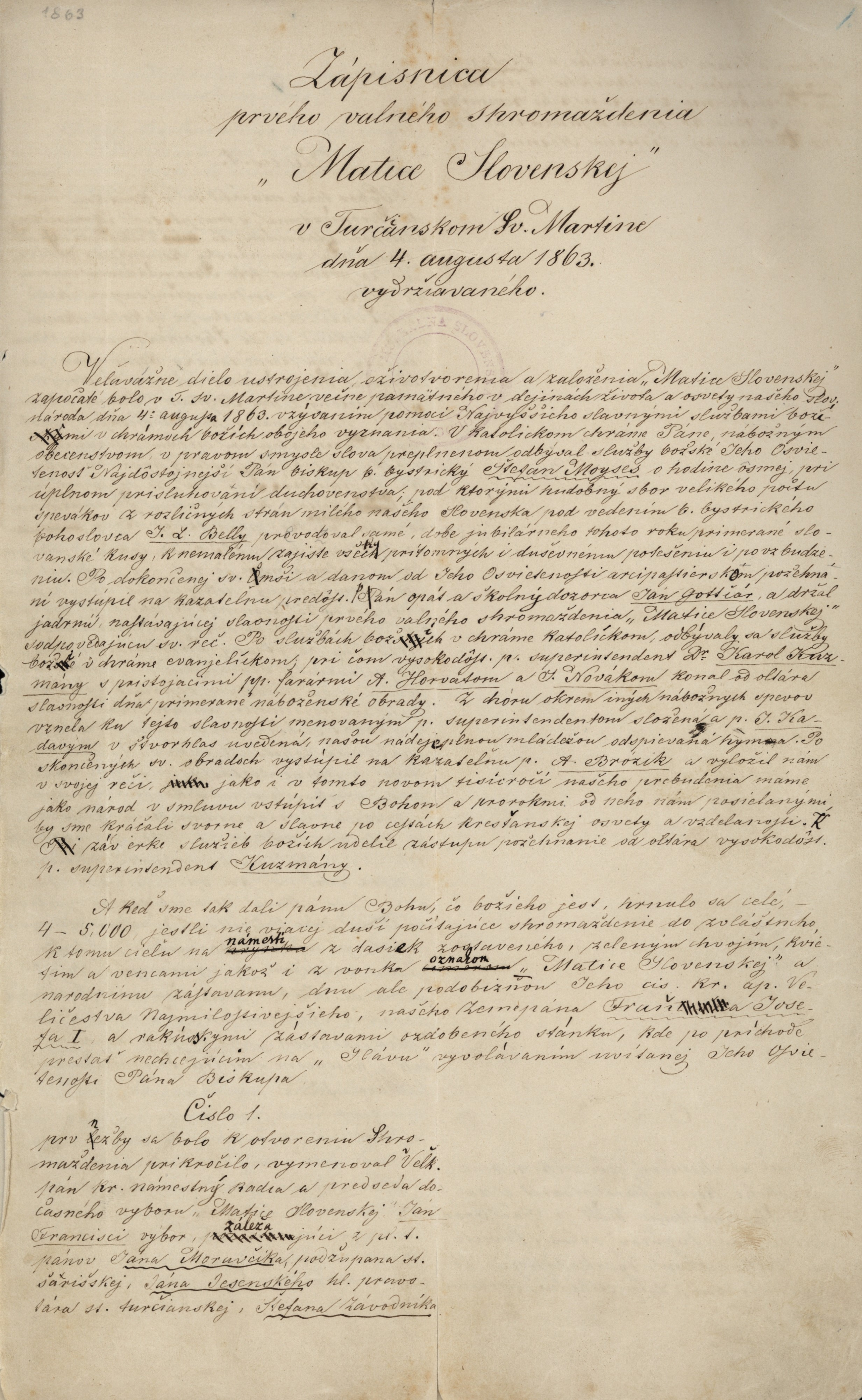
Протокол установчих зборів Матиця словацька, 4 серпня 1863 р

- Протокол установчих зборів Матиця словацька, 4 серпня 1863 рРегіональні центри Матиці словацької (будівлі та регіональні офіси)
- Костюми Матиці словацької
- Редакція Словацької національної газети
- Редакція словацьких поглядів
- Секретаріат голови та адміністратора Матиці словацької
- Словацький історичний інститут Матиці словацької
- Словацький літературний інститут Матиці словацької
- Центр національних відносин Матиці словацької
- Технічний та інвестиційний відділ Матиці словацької
- Штаб-квартира Матиці словацької
- Видавництво Матиці словацької

## Штаб-квартири Матиці словацької

### Перша будова Матиці словацької

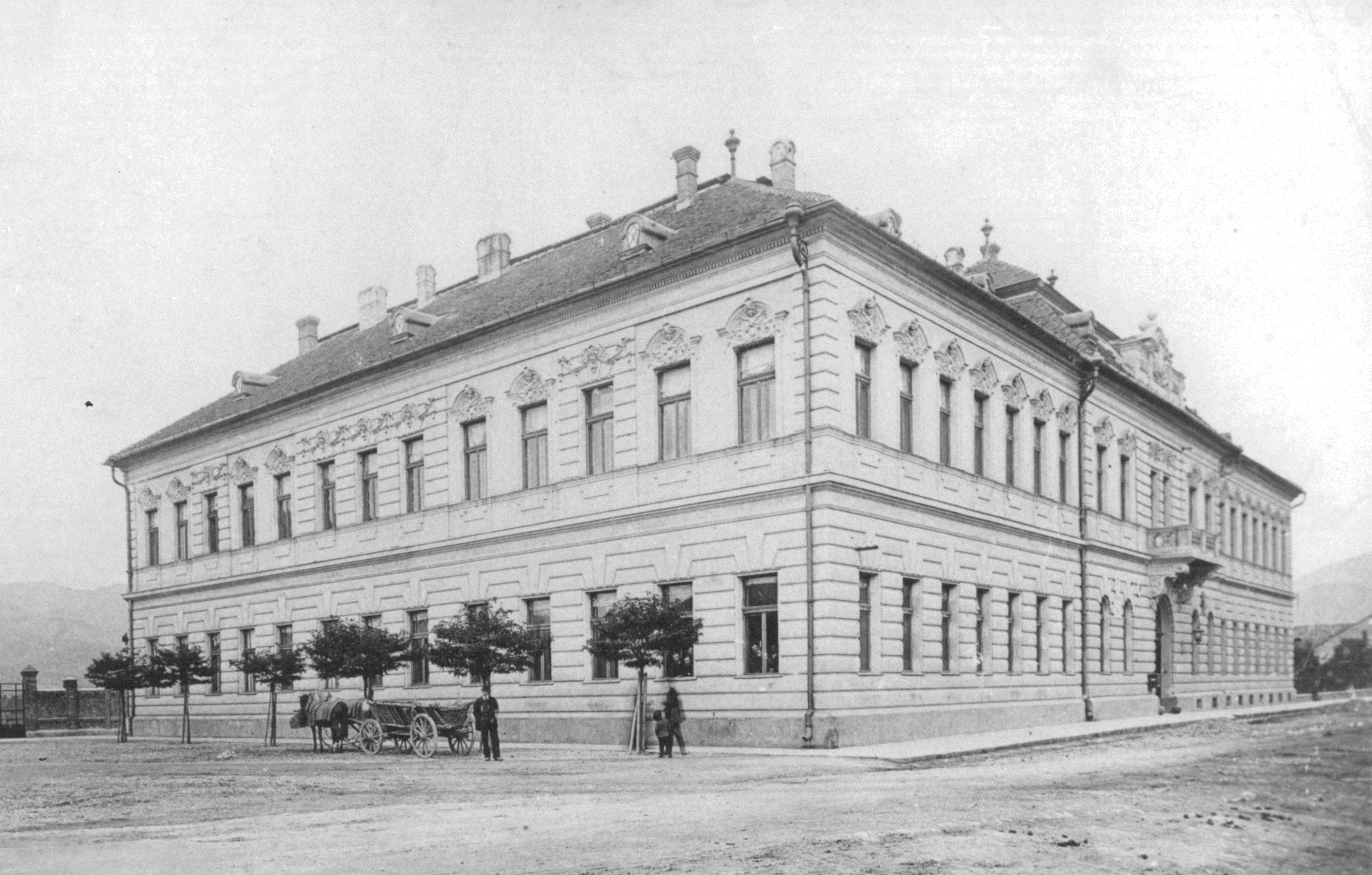
Перша будівля Матиці словацької

Перша історична будова Матиці, яка називалася Народна світлиця, почали будувати в 1864 році за проєктом будівельника Кароля Гаррера, з доповненнями будівельника Яна Непомука Бобулі, якому також було довірено будівництво. Фундамент у центрі Мартіна був закладений 6 квітня 1864 р., а його відкриття здійснив Кароль Кузмані, виконувавши тоді обов'язки першого президента Матиці. Частково завершена будівля була урочисто відкрита 8 серпня 1865 року, як будинок Матиці словацької та її другий етап будівництва був завершений в 1869 році. У 1875 році, коли Міністерство внутрішніх справ Угорщини скасувало Матицю словацьку, все її майно, включаючи будову, було конфісковано на користь угорської держави.
Між 1899 і 1900 роками будівлю було добудовано, але разом з тим використовували виключно для адміністративних потреб угорських державних органів. Після відродження Матиці словацької 1 січня 1919 р. Чехословацький уряд через міністерство відновив діяльність організації. Цього разу в ньому діяла держава Чехословаччини, і план розвитку потенціалу організації потребував змін. У серпні 1919 року виникла ідея побудувати нову, більшу та сучаснішу будівлю, яка здійснилася в 1926 році, коли перша історична будівля перестала бути резиденцією МС. В 1963 році вона була оголошена пам'яткою культури та залишається нею до сьогодні. В будівлі розміщена постійна експозиція історії словацької літератури, виставкові площі, та літературний музей словацької національної бібліотеки.

### Друга будівля Матиці словацької[4]

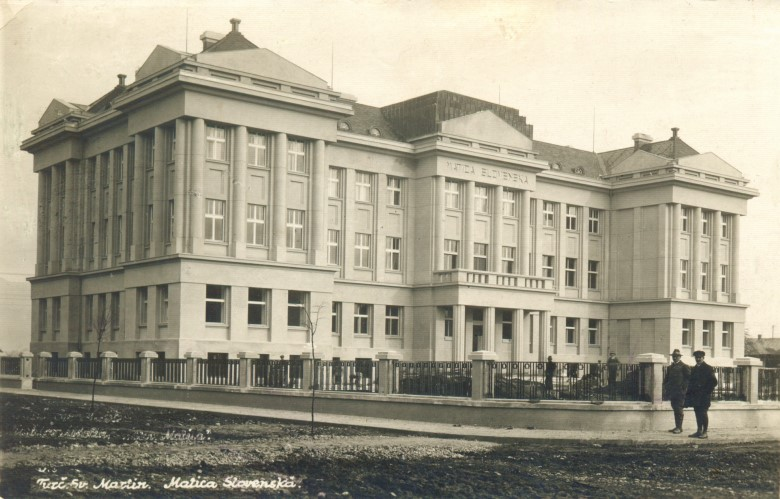
Друга будівля Матиці словацької

Наразі другий будинок Матиці є центральним місцем перебування організації, розташована вона на вулиці Павла Мудрого в центрі Мартіна. Його архітектором був Ян Палкович, а будівельні роботи виконував Станіслав Захар. Фундамент споруди був закладений 13 серпня 1924 року під час серпневих свят. Будівництво відбувалося з осені 1924 по лютий 1926 р. Урочисте відкриття будівлі відбулося 29 серпня 1926 р. У дворі перед будівлею було відкрито пам'ятник відомому словацькому націоналісту та письменнику Світозару Хурбану Ваянському. У 1965 році пам'ятник був замінений на нову статую від скульптора Яна Куліча, тоді як пам'ятник Світозару Хурбану Ваянському був перенесений до першої будівлі МС. В архітектурному відношенні друга будівля Матиці належить до видатних будівель міста Мартін. Характерні елементи будівлі, такі як: високі колони, портик, тимпани та сувора симетрія, роблять її твором неокласичної архітектури. Через суспільне значення в 1963 році він був оголошений пам'яткою культури, а з 2002 року — національною пам'яткою культури. Окрім адміністративної частини, це стосується також огородження, садового парку та меморіальної дошки 48 замученим учасникам Словацького національного повстання 1944 року. У садовій зоні, в парку св. Кирила та Мефодія, представлені бюсти важливих національних діячів. Перший бюст був відкритий 2 жовтня 2012 року з нагоди 250-ї річниці від дня народження кодифікатора словацької мови Антона Бернолака. До кінця 2020 року було створено чотирнадцять бюстів національних діячів, які були встановлені в такому порядку:
2 жовтня 2012 р. — Антон Бернолак, кодифікатор словацької мови
2 серпня 2013 р. — Перший голова МС Штефан Мойс, перший заступник голови МС Кароль Кузмані та почесний голова МС Ян Франциші
1 серпня 2014 р. — лідер національного руху першої половини XX століття, член МС Андрій Глінка
7 серпня 2015 р. — лідер словацького національного руху в XIX столітті і кодифікатор словацької мови Людовік Штур та письменник Йозеф Сігер Хронський
17 серпня 2016 р. — письменник і національний діяч Светозар Хурбан Ваянскі та засновник Словацької Ліги в Америці Штефан Фурдек
11 серпня 2017 р. — перший голова Словацької національної ради Йозеф Мілослав Хурбан та засновник МС Андрей Чудовит Радлінський
30 жовтня 2018 р. — голова МС, Словацької національної партії та Словацької національної ради Матуш Дула
4 серпня 2019 р. — голова МС, перший голова та перший генеральний наглядач ECAV Ян Ванович
23 вересня 2020 р. — адміністратор МС Йозеф Шкультети

### Третя будівля Матиці словацької
Урочисте закладення фундаменту до нової, третьої будівлі Матиці словацької в Гостіхорі відбулося під час пишно організованих святкувань сторіччя МС 4 серпня 1963 р. Вона була готова до використання 31 серпня 1975 року, завдяки чому третя будівля стала новим, сучасним та культурним місцем засідання членів МС. Після прийняття закону «Про бібліотеку» № 183 від травня 2000 р. Словацька національна бібліотека відокремилася від Матиці й з 1 липня 2000 р. стала незалежною юридичною особою, яка придбала свій офіс у Гостіхорі. Парадоксально, але на основі закону, перша історична будівля Матиці була виключена зі структури МС. Третя будівля стала резиденцією Словацької національної бібліотеки, а офіс МС повернувся до другої будівлі МС.

## З історії Матиці словацької— хронологія[5]
- 1861

6 та 7 червня на словацькому народному зборі в Мартіні прохання про створення словацького культурного об'єднання було сформульовано в політичній програмі, відомій як Меморандум словацької нації.
- 1863: На перших генеральних зборах 4 серпня в Мартіні, якій відбувався в рамках святкування тисячоліття прибуття слов'янських апостолів св. Кирила і Мефодія на нашу територію була створена Матиця словацька. Її метою, у дусі національних та християнських ідей, було "пробудити, розширити та затвердити моральну та художню освіту у членів словацької нації; розвивати та підтримувати словацьку літературу та образотворче мистецтво, а отже, сприяти матеріальному добробуту словацької нації та працювати над її покращенням ". Обрали католицького єпископа Банської Бистриці Стефана Мойсеса головою Матиці, а Кароля Кузмани, першого виконуючого обов'язки заступника голови. Найважливіші представники словацької нації, такі як: Йозеф Мілослав Хурбан, Міхал Мілослав Ходжа, Ян Франциші, Штефан Марко Дакснер, Віліам Пауліні-Тот, Адольф Добрянський та інші, активно працювали в першому комітеті МС.
- 1864: Рішенням на другому зібранні МС було прийнято стандарт словацької мови (відповідно до реформи Мартіна Гаттала) та латинське письмо для друку всіх публікацій та документів.
- 1865: Перша будівля Матиці в Мартіні була урочисто відкрита 8 серпня на третьому зібранні. Будівництво фінансувалось із всенародної допомоги.
- 1866

12 жовтня австрійський імператор Франц Йосиф I прийняв у Відні делегацію МС на чолі з Віліамом Пауліні-Тотом, який висловив вірність монарху після програної австро-прусської війни. Вони також вручили йому диплом члена-засновника Матиці, який монарх прийняв.
- 1869

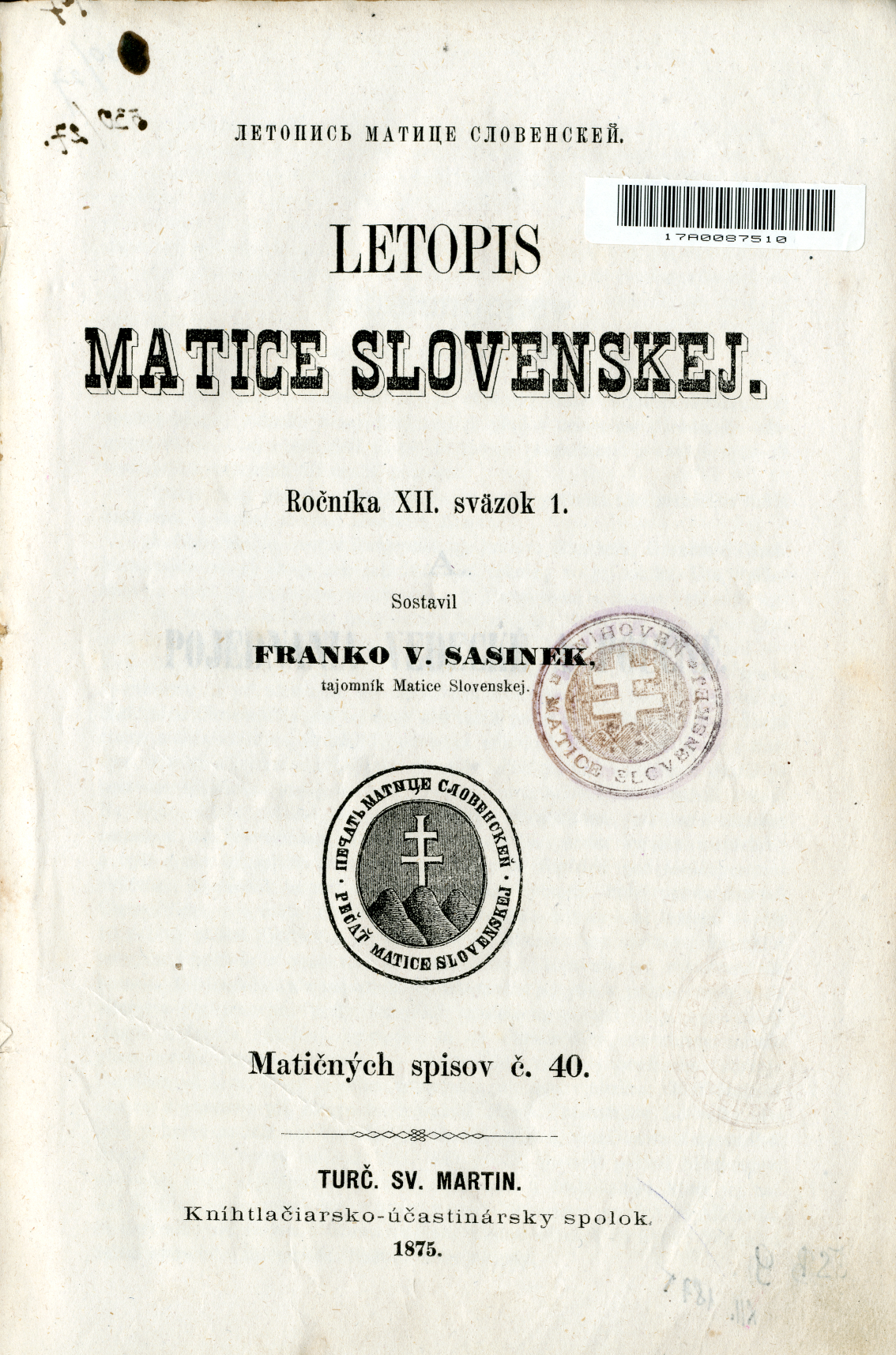
Літопис Матиця словацька — першого словацького наукового журналу

3 березня в Мартіні було засновано Асоціацію учасників книгодрукування, основною метою якої було намагання створити сприятливі умови для видання словацької літератури в галузі культури. У Чесному Хресті (сьогодні Жиар над Гроном) помер на свято св. Кирила та Мефодія 5 липня перший голова Матиці та єпископ Бансько-Бистрицький, Стефан Мойсес (народився 24 жовтня 1797 р.).
- 1873: Віцепрезидент Вільям Поліні-Той і його секретар Франтішек Вітязослав відреагували на напади угорських шовіністично налаштованих політиків і преси на адресу МС у виданні Pro memoria Матиці словацької, надрукованому Асоціацією учасників книгодрукування та адресованому прем'єр-міністру Угорщини Йозефу Славіму.
- 1875

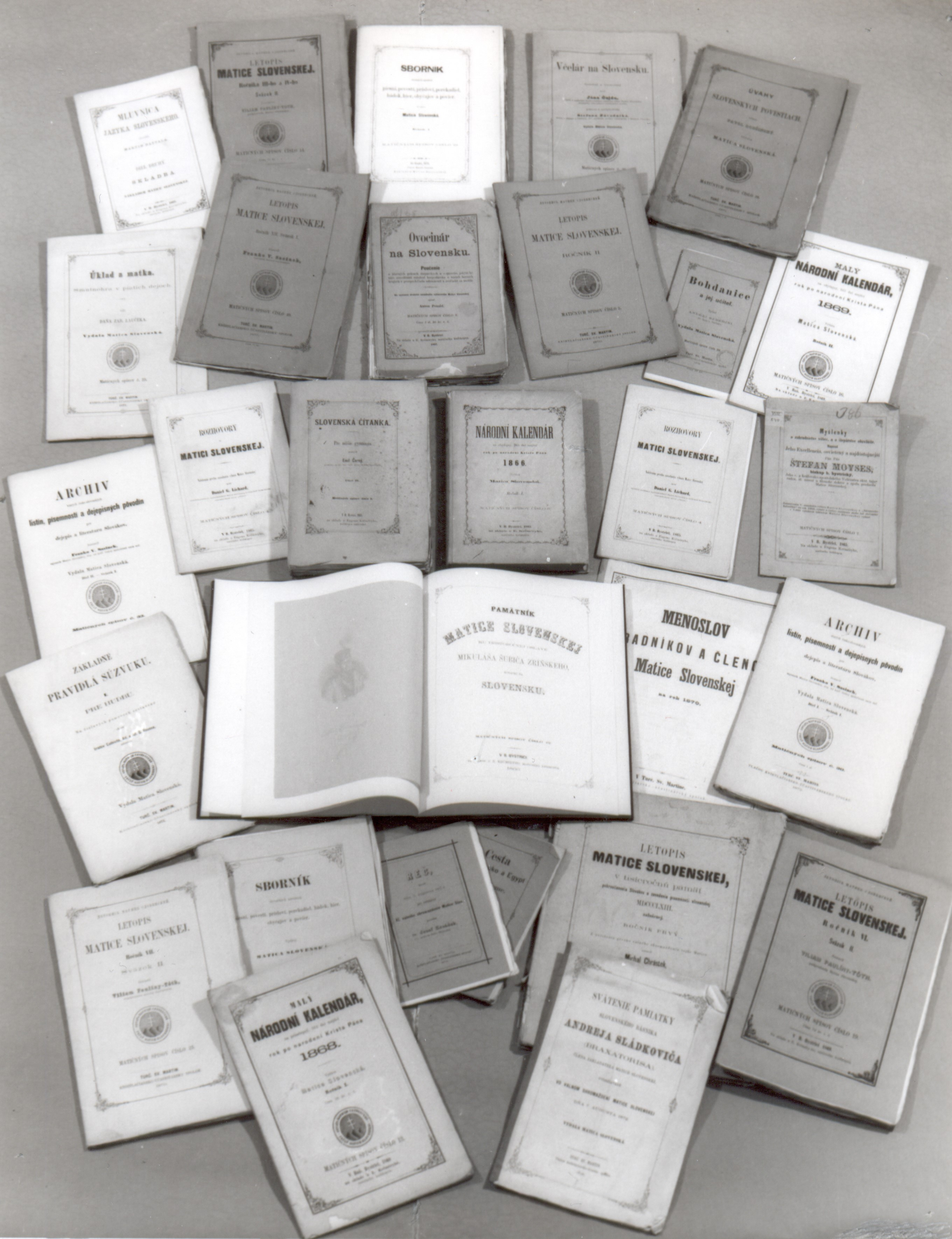
Видавнича продукція Матиця словацька з 1863—1875 рр

12 листопада угорський уряд припинило діяльність Матиці. Було конфіскувано все майно, пізніше (в 1885 р) фінансова база Матиці була надана Угорсько-регіональної словацької освітньої організації(МТКЕ) для угорської інтеграції словаків. Матиця розгорнула велику колекційну, видавничу, освітню та наукову діяльність в період з 1863 по 1875 рік.. Збирала архівні, бібліотечні та музейні колекції. Вона опублікувала 82 томів книг, в тому числі 12 томів першого словацького наукового журналу «Letopis Matice slovenskej». Багаторазові спроби відновити діяльність Матиці після її закриття в листопаді 1875 р. не мали успіху. Однак продовжувались інші культурні об'єднання загальнонаціонального масштабу: Асоціація книгодрукування (1869), Словацький співак (1872) та Словацьке музейне товариство (1893).
- 1893

Штефан Фурдек, місцевий активіст і римо-католицький священник, заснував Матицю словацьку в Америці в Чикаго (Іллінойс, США). Йому приписують розвиток словацьких місцевих культурно-церковних шкіл у США. Фурдек був також першим президентом Словенської ліги в Америці (1907), головою організації місцевих полків американських словаків.
- 1919: Після створення Чехословацької республіки міністр влади Вавро Шробар, 1 січня видав указ про відновлення діяльності Матиці. Загальні збори відбулися 5 серпня в Мартіні. Павол Оршаг Гвіездослав, Франтішек Ріхард Освальд, Матуш Дуло (голова Словацької національної ради 1918—1919) та Вавро Шробар були обрані її головами, Йозеф Шкультети та Ярослав Влчек стали головними адміністраторами та продовжувала свою попередню наукову, освітню та видавничу діяльність. База членства почала організовуватися в місцевих відділеннях Матиці. Історично перше місцеве відділення Матиці було створено 2 листопада в Мартіні. До кінця року в Словаччині було створено дев'ять місцевих відділень МС.
- 1920

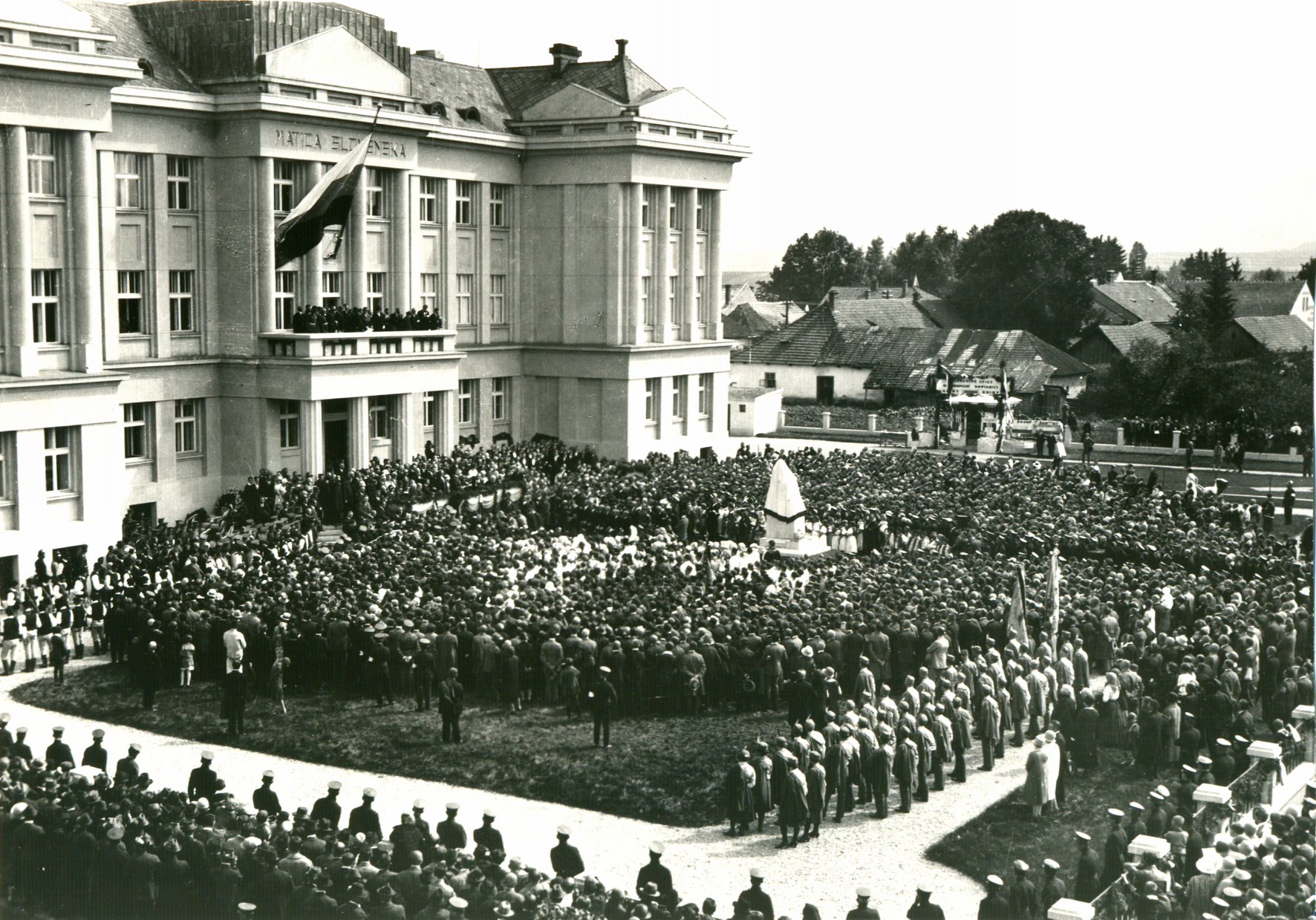
Церемонія відкриття нового, другого корпусу Матицької словенської

На другому зібранні МС 25 серпня 1920 р. було вирішено створили наукові відділи Матиці. Першими було створено кафедру історії, мовознавства та етнографії. До них поступово приєдналися художня (1921), літературно-історична (1922), педагогічна (1926), природознавча (1927), філософська (1941) та соціологічна (1944).
- 1922: Матиця словацька взяла на себе звання видання найстарішого словацького та європейського часопису про культуру «Slovenské pohľady», засновником якого був Йозеф Мілослав Хурбан у 1846 році та був обновлений Светозаром Хурбаном Ваянським та Йозефом Шкультетом у 1881 році. За ініціативою Матиці в Мартіні було створено Центр словацьких аматорських театрів.
- 1926

29 серпня урочисто було відкрито нову, другу будівлю Матиці у Мартіні. У святкуванні взяли участь від 15 до 20 тисяч людей. В архітектурному плані сьогоднішня будова МС є однією з репрезентативних архітектурних споруд Мартіна. Будівля є національною пам'яткою культури та теперішнім місцем засідання МС.
- 1932: Зібрання 12 травня суттєво вплинула на подальший напрямок Матиці, особливо у зв'язку з боротьбою за характер Правил словацького правопису. Вона зосереджувалась на національній програмі, активізувала наукову діяльність і розвивала багату видавничу діяльність.
- 1940

12 лютого Міністерство освіти та національної просвіти у Братиславі затвердило нові Правила словацького правопису без чехізаційних тенденцій, які підготовила та опублікувала Матиця словацька з її мовним департаментом (редактор Антон Августін Банік). На загальних зборах МС в Пряшеві 12 травня Йозеф Шкультети став пожиттєвим почесним адміністратором. Словацька асамблея обрала Йозефа Сігера Гронського новим адміністратором Матиці, а Яна Мартака, Станіслава Мечіара та Йозефа Чинчика секретарями. У звіті було відхилено пропозицію уряду про те, щоб членство МС автоматично відбивалося в політичному членстві в Словацькій народній партії Глінки.
- 1941: З ініціативи Матиці, 1 травня у Мартіні була створена Словацька національна бібліотека. Його головним завданням було придбання та збереження літератури, що стосується словаків та Словаччини.
- 1943: Від імені комітету МС в Мартіні була заснована видавнича компанія «Неографія», як одна з найсучасніших поліграфічних об'єднань Європи.
- 1944

29 серпня 1944 р. Словацьке національне повстання спалахнуло як одне з найважливіших збройних спротивів в окупованій нацистською Німеччиною Європі. Тисячі членів та посадовців Матиці брали участь у повстанських заходах, серед них: Ян Марак, Юліус Барч-Іван, Олександр Хірнер, Франтішек Октавец, Вавро Шробер, Лако Новомеський, а з молодших — Володимир Мінач, Роман Каліський та Єва Крістінова.
- 1945

25 січня кілька посадових осіб покинули Матицю словацьку в Мартіні: Йозеф Кігер Хронський (адміністратор), Франтішек Грушовський (секретар наукових відділів), Станіслав Мечіар, Йозеф Чинчик (обоє секретарі) та Коломан Джеральдіні, Дезідер Нагель, Ян Окаль та Йозеф Кобелла, які підписалися на офіційну культуру режиму тодішньої Словацької Республіки (1939—1945). Пізніше вони залишились у закордонному засланні на все життя. Їх імена слід було викреслити не лише з традиції МС, а й із колективної пам'яті нації. На підставі рішення комісії Словацької національної ради з питань освіти та обізнаності від 11 квітня, Ян Мартак взяв на себе тимчасове керування справами Матиці. На загальних зборах в серпні 1945 року в Мартіні було обрано Лака Новомеського та Юра Хронеца новими головами.
- 1948: Комуністичний режим націоналізував видавничу компанію МС «Неографія». У період з 1949 по 1953 рік політична влада поступово взяла на себе наукову діяльність Матиці, розпустила базу своїх членів і скоротила штаб просвітницької роботи. Попередня наукова діяльність була перенесена у відповідні інститути Словацької академії наук і мистецтв у Братиславі.
- 1954: У квітні Словацька національна рада прийняла Закон «Про Матицю словацьку», який, всупереч своїй місії та історичному статусу, націоналізував її та об'єднав зі Словацькою національною бібліотекою. Матиця словацька під своїм ім'ям почала виконувати лише завдання національної бібліотеки та бібліотечного інституту.
- 1958

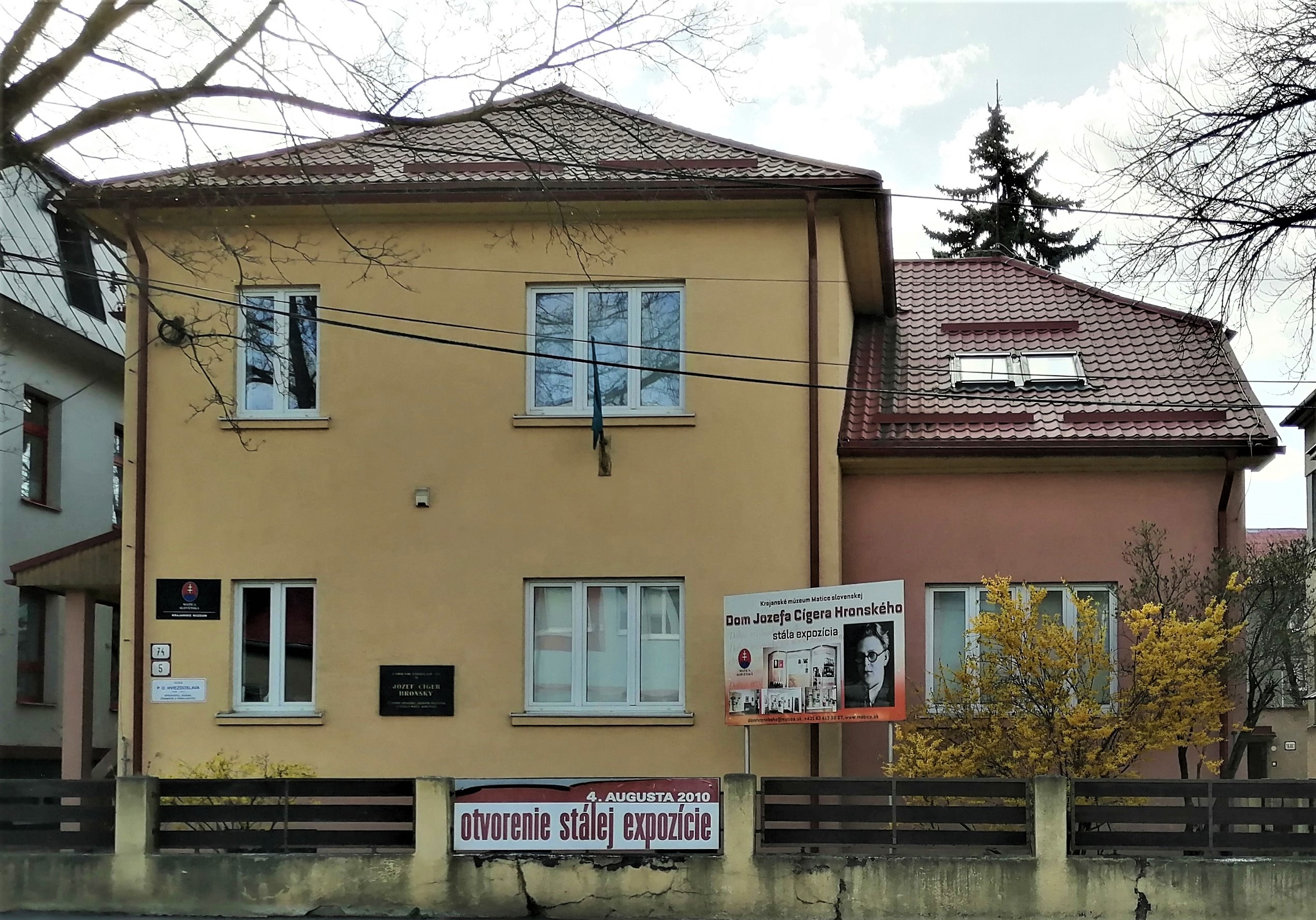
Будинок Йозефа Кігера Гронського в Мартіні

Комуністичний режим влаштував процес проти людей, що готували працю — Національна енциклопедія. Це були члени МС Олександр Гірнер, Ян Олекса, Йозеф Тельгарський, Франтішек Октавек, яких засудили до багатьох років тюрми. У зв'язку з цим судовим процесом та іншими політичними втручаннями проти Матиці кілька працівників мусили залишити МС, навіть керуючий Ян Мартак.
- 1959

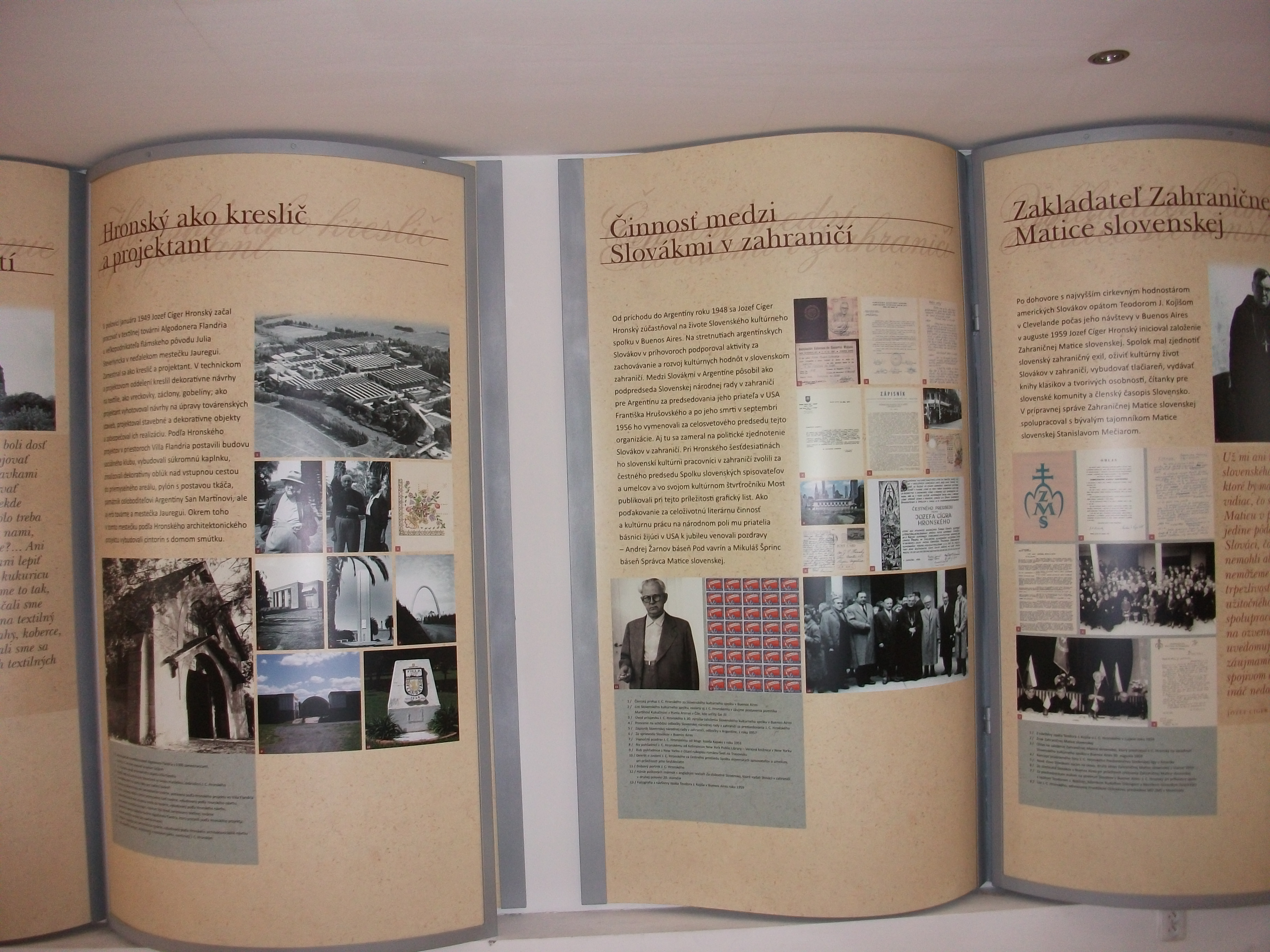
Виставка Йозефа Сігера Хронського Життя без відпочинку

Через серйозне обмеження свободи Матиці в Буенос-Айресі, Аргентина, було засновано іноземну Словацьку Матицю, головою якої був Йозеф Сігер Гронський.
- 1963: Під час покращення політичної ситуації, Матиця відзначила сторіччя свого заснування великими урочистостями. Вона була нагороджена найвищою державною нагородою Ради республіки, яку їй вручив важливий на той час представник держави Олександр Дубчек. 4 серпня було закладено фундамент третьої споруди МС у Мартіні на Хостіхорі.

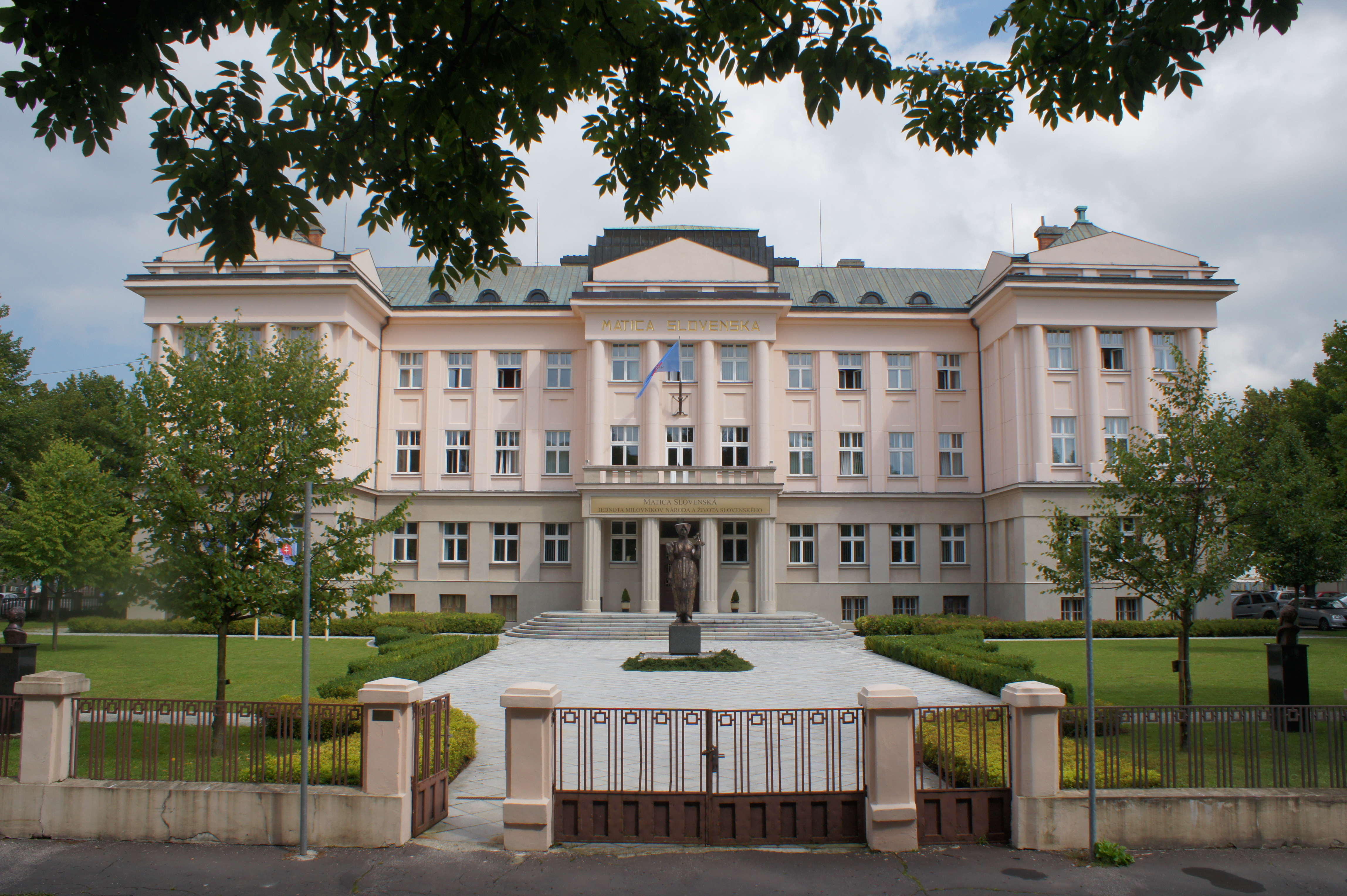
Нинішнє місце проживання Матицької словенської, побудованої в 1924—1926 роках

- 1968

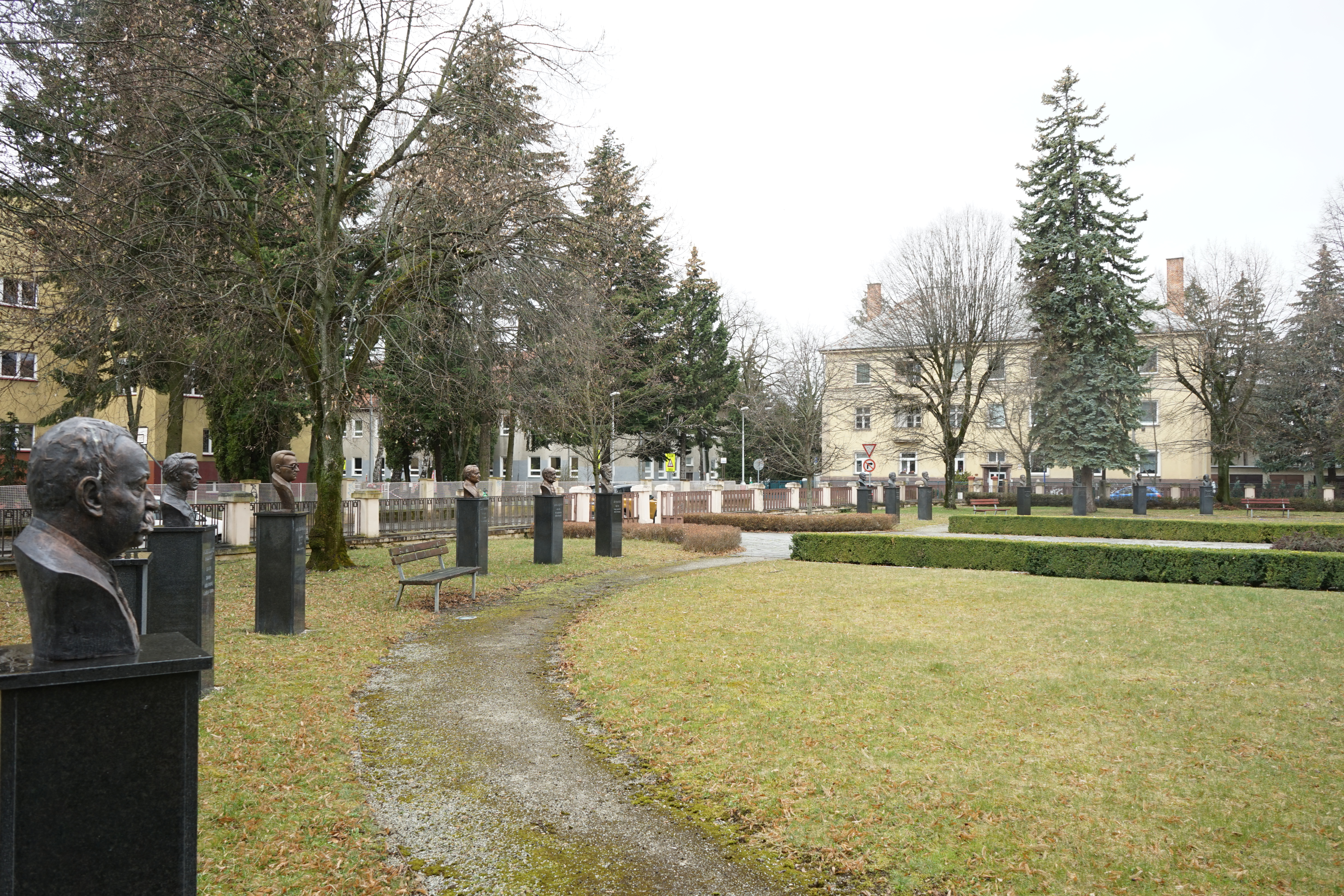
Парк св. Кирила і св. Спосіб перед другим житловим будинком Матиця словацька

Політичне покращення принесло надію на відродження початкової місії та діяльності Матиці, включаючи оновлення її членської бази та розвиток піклування про іноземних словаків. Цей перспективний процес тривав лише короткий час і був зупинений 21 серпня після окупації Чехословацької Республіки військами Варшавського договору та в подальшому процесі нормалізації З МС, з політичних причин, під час т. зв. нормалізації було звільнено декілька співробітників (Томаш Вінклер, Іван Кадлечик, Павол Хруз, Ярослав Резнік-старший та інші) та посадових осіб (Імріх Седлак).
- 1973

20 грудня Словацька народна рада прийняла Закон «Про Словацьку матицю», який частково повернув їй статус, як двадцять років тому. База членства була значно обмежена, вижила лише меншість місцевих спілок, і діяльність. Матиця знову була зосереджена в першу чергу на бібліотечній справі, бібліографії, біографії, літературному музеєзнавстві та архіві. З 1974 по 1990 рік, в епоху соціалістичної культури, головою був публіцист та політичний діяч Володимир Мінач, який у цей період має заслуги в розвитку наукової діяльності в МС.
- 1975

30 серпня було відкрито третю будівлю Матиці в Мартіні на Гостіхорі. Робота архітекторів Душана Кузьми та Антона Кіммермана.
- 1990

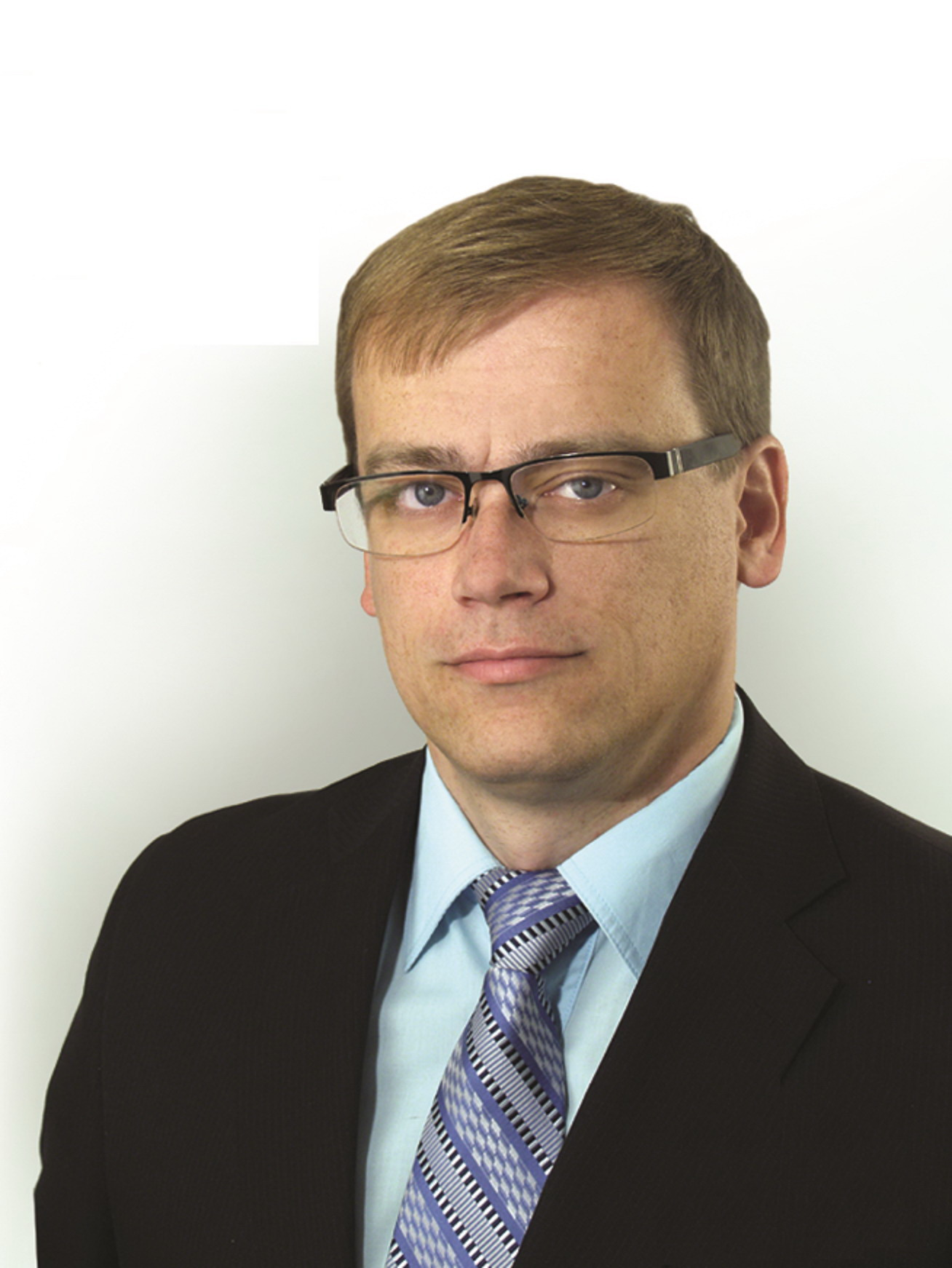
Маріан Гешпер, голова Матиці словацької

20 січня міністр культури звільнив керівництво МС на чолі з Володимиром Міначем та доручив тимчасове керівництво Віліаму Груській та Імріху Седлаку. Багато колишніх службовців, членів та прихильників знову вступили до Матиці. З 10 по 11 серпня відбулися відроджувальні загальні збори у Мартіні. На загальних зборах Йозефа Маркуша було обрано головою МС.
- 1991

26 липня Словацька національна рада прийняла новий Закон про «Матицю словацьку», який створив простір для поступового повернення з державної установи в незалежну установу. Матиця значно розвивається та набирає авторитет, а мережа інституційних робочих місць трансформується для її підтримки.
- 1992: Матиця словацька у співпраці зі Світовим конгресом словаків вперше організувала зустріч молодих словаків з усього світу під офіційною назвою «Світовий фестиваль словацької молоді». Це відбулося з 12 по 19 липня в Мартіні. Фестиваль організовує Матиця кожного третього року.
- 1993: Створення незалежної Словацької Республіки стало завершенням тривалого етапу боротьби за словацьку національну ідентичність. Поступово програми МС, задуманої в 1991—1992 роках, починають виконуються.
- 1997: Законом від 13 лютого, прийнятим Національною радою Словацької Республіки, Матиця словацька стає державною установою, в той час, як крім своїх історичних завдань вона повинна виконувати визначені державні завдання. 17 липня було відкрито у Мартіні Всесвітній рік словаків.
- 2000

Національна рада Словацької Республіки затвердила Закон «Про бібліотеку» 183/2000, який підготував тодішній міністр культури Мілан Кяжко без участі Матиці словацької. Закон негативно вплинув на діяльність МС. Довелося залишити житловий будинок у місті Мартін на Остіхорі, але також історично першу будівлю — обидві перейшли до адміністрації Словацької національної бібліотеки.
- 2001: Збори Матиці (16-17 листопада) у Мартіні відбулися у важкій ситуації, ознаменованій прийняттям закону, який виключив Словацьку національну бібліотеку з МС.
- 2004: На загальних зборах у Спішській Новій Весі було прийнято програми на період з 2004 по 2007 рр. З огляду на 2010 р., а також Меморандум словаків в країні та за кордоном.
- 2007: Матиця словацька організувала 1-й Європейський конгрес слов'янських націй, у якому взяли участь представники усіх країн (Чехія, Хорватія, Німеччина, Словенія, Сербія, Україна), де діють національні товариства МС.
- 2008: Історично перше засідання уряду Словацької Республіки за участю найвищих конституційних чиновників та голови відбулося 2 січня з нагоди 15-ї річниці Словацької Республіки в будинку МС на вулиці Павла Мудроня в Мартіні.
- 2009: Рік Йозефа Кігера Хронського (серпень 2009 р. — липень 2010 р.) був відкритий у рамках фестивалю МС з нагоди 50-ї річниці створення зарубіжної Матиці словацької та 50-ї річниці смерті Йожефа Сігера Гронського.
- 2010: Матиця словацька у співпраці з містом Нітра та іншими містами та муніципалітетами організувала 11-й щорічний Всесвітній фестиваль словацької молоді МС з 1 по 5 липня. У листопаді у Мартіні обрала нового голову — Маріана Ткача, який замінив Йозефа Маркуша після двадцятирічного управління.
- 2013

2 серпня 2013 року в Мартіні відбувся 2-й Європейський конгрес слов'янських націй МС, у якому взяли участь представники: сілезької Матиці, словенської Матиці, буневацької Матиці, чеської Матиці, чорногорської Матиці, сербської Матиці. Були присутні також представники МС Закарпаття, Союз словаків у Хорватії та Форум слов'янських культур із Словенії. У Меморандумі Конгресу зазначається: "Ми будемо активізувати свою культурну діяльність в рамках національних культур і поважати цінності меншин та регіональних культур, оскільки їх ігнорування зрештою збіднює багатство і різноманітність людського духу, який захищає всі культури та мови світ у найрізноманітніших аспектах ". З 1 по 4 серпня в Мартіні відбувся Національний фестиваль МС, який завершився святкуванням 150-ї річниці заснування Матиці. Родзинкою другого дня стало урочисте відкриття парку св. Кирила та Мефодія в районі будівлі МС, відкриття скульптури св. Кирила та Мефодія та бюст Штефана Мойсеса, Кароля Кузмані та Яна Франциска.
- 2015: У рік Людовіка Штура Матиця словацька провела у Словаччині 86 заходів, присвячених національному герою, включаючи три наукові конференції.
- 2017: У листопаді на загальних зборах у Ліптовському Мікулаші було обрано Маріана Гешпера наймолодшим за віком головою організації, тим самим розпочавши процес генерації нових молодих представників МС.
- 2018: Матиця словацька оголосила 2018 рік роком словацької державності. Вона представила громадськості історичний шлях словаків до незалежної та демократичної Словацької Республіки та відзначила ювілеї особистостей та подій, без яких словаки не стали незалежною нацією з власною державністю. Було організовано низку тематичних заходів на честь 100-річчя підписання декларації словацької нації та створення першої Чехословацької республіки в 1918 році. Створено новий журнал «Hlas Matice». Його створення було виконанням однієї з довгострокових вимог членів МС.
- 2019: Матиця словацька вшанувала сторіччя відновлення своєї діяльності. З цієї нагоди вона зосередилася на наукових дослідженнях, щодо розвитку його членської бази в першій половині XX століття та на історично перших місцевих спілках, заснованих в 1919 році в Мартіні, Ліптовському Мікулаші, Ружомбероку, Кошицях, Тренчині, Зволені, Брезно, Банській Бистриці та Ужгороді. IV з'їзд слов'янських націй відбувся в Мартіні з 5 по 6 червня (3 з'їзд відбувся в Словенії 4 лютого 2014 року). Новизною у порівнянні з попередніми роками стала розширена участь у наукових установах інших слов'янських народів, а також в інших громадських організаціях, які займаються слов'янською культурою та наукою. Учасники прийняли ідею: "У поточних процесах глобалізації, лібералізації, інформації, інтернету, кібертехнологій, воєн та постіндустріальних часів, слов'янські матиці, а також, культурні установи слов'янських націй повинні продовжувати просувати та поширювати традиційні консервативні цінності, особливо християнство та патріотизм. Особливо у слов'янському та європейському середовищі ми хочемо зберегти традицію, допомогти встановити загальнослов'янську та національну ідентичність та історичну свідомість ". 12 жовтня 364 делегати зібралися на зібранні в Ліптовському Мікулаші. Було прийнято оновлений Статут МС та затвердили програму МС на 2019—2021 роки з огляду на 2025 рік.
- 2020: Матиця словацька оголосила 2020 рік роком національної ідентичності в дусі інтенсивної підтримки та поширення словацької національної ідентичності та розвитку словацької державності. Вийшли перші два випуски нового професійного Журнал Matice Slovenskej Словацько-національний спектр. Журнал виходить двічі на рік. Бібліотека була оновлена в штаб-квартирі закладу та розпочато її систематичний розвиток.
- 2021: Матиця словацька оголосила 2021 рік Роком Олександра Дубчека і відкрила його статуя на Алеї національних героїв у Мартіні. Новообраним головою став Маріан Гешпер. Матиця словацька відзначила 160-річчя ухвалення важливого емансипаційного політичного документа — Меморандум словацького народу.
- 2022: Матиця словацька оголосила 2022 рік РОКОМ стурів і з цієї нагоди підготувала та взяла участь у серії святкових, культурних, освітніх та туристичних заходів, вернісажі та виставки, наукові конференції, відкриття меморіальних кімнат, меморіальних дощок, публікація наукових та науково- , науково-популярних брошур та книг, а також підготовка документальних фільмів. На Мартинській Алеї національних героїв відкрито статую Штепана Марко Дакснера. Матиця словацька також відзначила цілу річницю видатних особистостей Володимира Клементиса, Володимира Мінача та Романа Каліського.
- 2023: З нагоди 160-річчя від дня заснування установи Матиця словацька оголосила 2023 рік РІК МАТИЦІ СЛОВАЦЬКОЇ. Крім того, Матіце відзначив 1400-річчя Держава Само, 1160-річчя прибуття Кирила та Мефодія у Велику Моравію та 30-річчя утворення незалежної Словаччини. Відбулися Урочисті збори Матиці Словацької, на яких було затверджено Програму Матиці Словацької та оновлено Статут Матиці Словацької. Було засновано два наукові напрями: культурно-філософський відділ Матиці Словенську та слов'янський відділ Матиці Словенську. У Братиславі відкрилася галерея Матиці. Матіцу Словенську запросили приєднатися до Матиці Сербської та Асоціації сербських письменників (де вони представили історію журналу «Словацькі погляди») та розширити культурне співробітництво між Сербією та Словаччиною. Видавництво Матиця словацька видала книгу про засновника кооперативів Самуела Юрковича.
- 2024: Матиця словацька оголосила 2024 рік Роком словацьких жінок у національному русі, а також опублікувала офіційні логотипи до 80-річчя Словацького національного повстання, 120-річчя Ладислава Новомеського. У 2024 році вона опублікувала всеосяжну книгу про Бенолаковце. Матіца відкрила статуї Кукореллі та Балута як героїв Словацького національного повстання а також організував виставку творів мистецтва до 80-річчя Словацького національного повстання у Галереї Міністерства культури. У 2024 році делегація Матиця словацька взяла участь у святкуванні 160-річчя словенської Матиці у Любляні.

## Президенти Матиці словацької
- 1863—1869 Штефан Мойсес (*1797 — †1869)
- 1870—1875 Йозеф Козачек (*1807 — †1877)
- З 1919 року Матицю словацьку очолювали чотири голови:
- 1922—1930 Матуш Дула (*1856 — †1930)
- 1922—1930 Павол Оршаг Гвіздослав (*1856 — †1930)
- 1922—1930 Франтішек Річард Освальд (*1856 — †1930)
- 1922—1930 Вавро Шробар (*1856 — †1930)
- 1922—1930 Юр Яношка (*1856 — †1930)
- 1926—1943 Маріан Блаха (*1869 — †1943)
- 1931—1939 Ян Ванович (*1856 — †1942)
- 1931—1949 Йозеф Оршаг (*1883 — †1949)
- 1945—1954 Юр Хронец (*1881 — †1959)
- 1945—1950, 1968—1974, 1974—1976: Почесний голова Лако Новомеський (*1904 — †1976)
- 1974—1990 Володимир Мінач (*1922 — †1996)
- 1990 Віліям Ян Груска (*1936 — †2019)
- 1990—2010 Йозеф Маркуш (*1944)
- 2010—2017 Маріан Ткач (*1949)
- з 2017 Маріан Гешпер (*1980)